# Liste der spanischen Botschafter in den Vereinigten Staaten

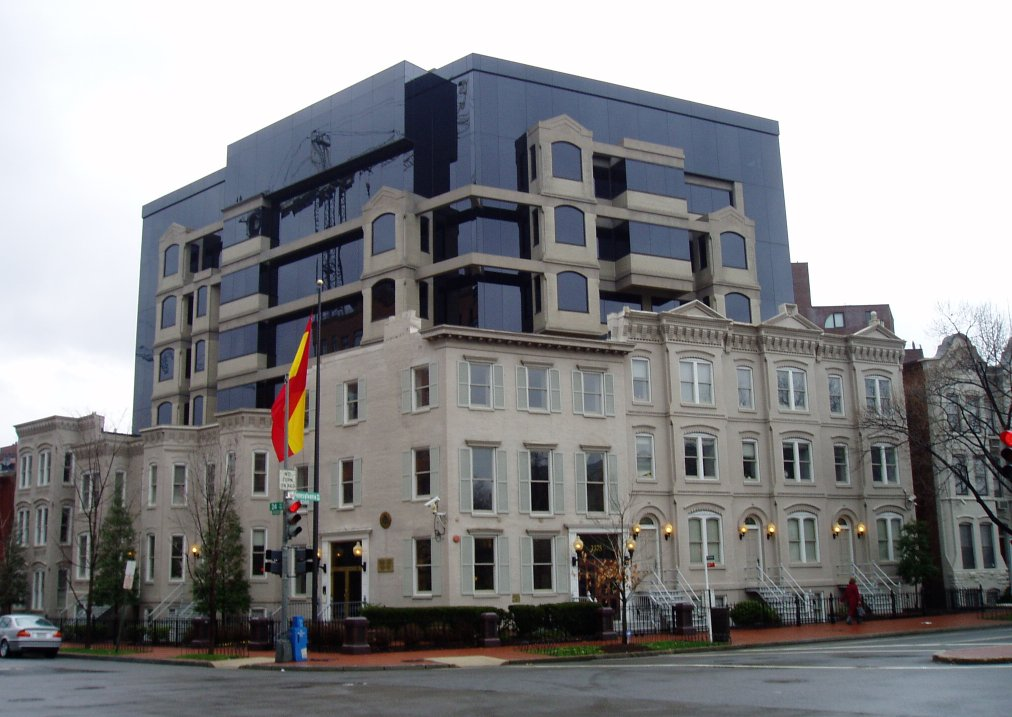
Spanische Botschaft in Washington 2375 Pennsylvania Avenue NW

Dies ist eine  Liste der spanischen Botschafter in den Vereinigten Staaten.

## Missionschefs
| Akkreditiert | Posten verlassen       | Titel                                               | Name                                                                      | Besonderheiten            |
| ------------ | ---------------------- | --------------------------------------------------- | ------------------------------------------------------------------------- | ------------------------- |
| 21.05.1785   |                        | Minister Resident                                   | Diego de Gardoqui                                                         |                           |
| 03.10.1789   | 01.12.1791             | Geschäftsträger                                     | José Ignacio de Viar                                                      |                           |
| 25.04.1796   | 01.08.1796             | Geschäftsträger                                     | José Ignacio de Viar                                                      |                           |
| 12.02.1791   | 01.12.1791             | Geschäftsträger                                     | José Ignacio de Viar                                                      |                           |
| 12.02.1791   | 01.12.1791             | Geschäftsträger                                     | Josef de Jaudenes y Nebot                                                 |                           |
| 05.03.1794   | 22.08.1794             | Minister Resident                                   | Josef de Jaudenes y Nebot                                                 |                           |
| 25.04.1796   | 03.05.1794             | Geschäftsträger                                     | José Ignacio de Viar                                                      |                           |
| 25.08.1796   | 07.07.1807             | außerordentlicher und bevollmächtigter Botschafter  | Carlos Martínez de Irujo y Tacón                                          |                           |
| 07.07.1807   | 07.10.1809             | Geschäftsträger                                     | Valentín de Foronda                                                       |                           |
| 07.10.1809   | 10.05.1819             | außerordentlicher und bevollmächtigter Botschafter  | Luis de Onís                                                              |                           |
| 10.05.1819   |                        | Geschäftsträger                                     | Mateo de la Serna                                                         |                           |
| 12.04.1820   |                        | außerordentlicher und bevollmächtigter Botschafter  | Francisco Dionisio Vives                                                  | 1823 Gouverneur von Kuba  |
| 30.09.1821   | 31.10.1821             | Geschäftsträger                                     | Hilario de Rivas y Salmon                                                 |                           |
| 15.03.1825   | 25.07.1827             | Geschäftsträger                                     | Hilario de Rivas y Salmon                                                 |                           |
| 31.10.1821   |                        | außerordentlicher und bevollmächtigter Botschafter  | Joaquin de Anduaga                                                        |                           |
| 11.11.1833   |                        | außerordentlicher und bevollmächtigter Botschafter  | Francisco Tacón y Rosique                                                 |                           |
| 30.06.1835   | 7.12.1835              | Geschäftsträger                                     | Miguel Tacón y Rosique                                                    |                           |
| 04.10.1837   | 28.04.1838             | Geschäftsträger                                     | Miguel Tacón y Rosique                                                    |                           |
| 07.12.1835   |                        | außerordentlicher und bevollmächtigter Botschafter  | Ángel Calderon de la Barca                                                |                           |
| 26.09.1839   |                        | außerordentlicher und bevollmächtigter Botschafter  | Pedro Alcantara Argaiz                                                    |                           |
| 02.01.1844   |                        | Geschäftsträger                                     | Fidencio Bourman                                                          |                           |
| 05.08.1844   |                        | außerordentlicher und bevollmächtigter Botschafter  | Ángel Calderon de la Barca                                                |                           |
| 02.08.1853   | 30.05.1854             | Geschäftsträger                                     | Jose Maria Magallon y Campuzano                                           |                           |
| 11.11.1856   | 21.01.1857             | Geschäftsträger                                     | Jose Maria Magallon y Campuzano                                           |                           |
| 30.05.1854   |                        | Minister Resident                                   | Leopoldo Augusto de Cueto                                                 |                           |
| 01.10.1855   |                        | Minister Resident                                   | Alfonso Escalante                                                         |                           |
| 21.02.1857   |                        | außerordentlicher und bevollmächtigter Botschaftere | Gabriel García Tassara                                                    |                           |
| 15.03.1867   |                        | außerordentlicher und bevollmächtigter Botschafter  | Facundo Goñi                                                              |                           |
| 19.03.1869   |                        | außerordentlicher und bevollmächtigter Botschafter  | Mauricio Lopez Roberts                                                    |                           |
| 05.04.1872   |                        | außerordentlicher und bevollmächtigter Botschafter  | José Polo de Bernabé y Mordella                                           | Admiral                   |
| 01.07.1874   |                        | Geschäftsträger                                     | Marqués de Potestad-Fornari                                               |                           |
| 15.09.1874   |                        | außerordentlicher und bevollmächtigter Botschaftern | Antonio Mantilla                                                          |                           |
| 14.08.1878   |                        | Geschäftsträger                                     | José Brunetti y Gayoso de los Cabos, duque de Arcos                       |                           |
| 03.02.1879   |                        | außerordentlicher und bevollmächtigter Botschafter  | Felipe Méndez de Vigo y Osorio                                            |                           |
| 02.03.1881   |                        | Geschäftsträger                                     | José Brunetti y Gayoso de los Cabos, duque de Arcos                       |                           |
| 30.04.1881   |                        | außerordentlicher und bevollmächtigter Botschafter  | Francisco Barea del Corral                                                |                           |
| 29.07.1883   |                        | Geschäftsträger                                     | Enrique Dupuy de Lôme                                                     |                           |
| 29.01.1884   |                        | außerordentlicher und bevollmächtigter Botschafter  | Juan Valera                                                               |                           |
| 06.04.1886   |                        | außerordentlicher und bevollmächtigter Botschafter  | Emilio de Muruaga                                                         | [ 1 ]                     |
| 14.11.1890   |                        | außerordentlicher und bevollmächtigter Botschafter  | Miguel Suárez Guanes                                                      |                           |
| 28.11.1891   |                        | Geschäftsträger                                     | José Felipe Sagrario                                                      |                           |
| 30.09.1892   |                        | Geschäftsträger                                     | Enrique Dupuy de Lôme                                                     |                           |
| 02.03.1893   |                        | außerordentlicher und bevollmächtigter Botschafter  | Railie de Muruaga                                                         | [ 2 ]                     |
| 16.04.1895   |                        | Geschäftsträger                                     | José Felipe Sagrario                                                      |                           |
| 06.05.1895   |                        | Geschäftsträger                                     | Enrique Dupuy de Lôme                                                     |                           |
| 11.02.1898   |                        | Geschäftsträger                                     | Juan Du Besu                                                              |                           |
| 12.03.1898   | 25.04.1898             | außerordentlicher und bevollmächtigter Botschafter  | Luis Polo de Bernabé Pilón                                                |                           |
| 25.04.1898   | 12.08.1898             |                                                     | Spanisch-Amerikanischer Krieg                                             |                           |
| 03.06.1899   |                        | außerordentlicher und bevollmächtigter Botschafter  | José Brunetti y Gayoso de los Cabos, duque de Arcos                       |                           |
| 22.11.1901   |                        | Geschäftsträger                                     | Juan Riaño y Gayangos                                                     | [ 3 ]                     |
| 22.07.1902   |                        | außerordentlicher und bevollmächtigter Botschafter  | Marquis Emilio de Ojeda                                                   | [ 4 ]                     |
| 11.04.1905   |                        | Geschäftsträger                                     | Manuel Valls y Merino                                                     |                           |
| 30.04.1905   |                        | Geschäftsträger                                     | Luis Pastor                                                               |                           |
| 13.03.1907   |                        | außerordentlicher und bevollmächtigter Botschafter  | Ramón Pina y Millet                                                       |                           |
| 24.06.1909   |                        | Geschäftsträger                                     | Luis Pastor                                                               |                           |
| 31.07.1909   |                        | außerordentlicher und bevollmächtigter Botschafter  | Marqués de Villalobar                                                     |                           |
| 10.02.1810   |                        | Geschäftsträger                                     | Francisco Zea Bermúdez                                                    | [ 5 ]                     |
| 24.05.1910   |                        | Geschäftsträger                                     | Juan Riaño y Gayangos                                                     |                           |
| 01.12.1913   |                        | Geschäftsträger                                     | Juan Riaño y Gayangos                                                     |                           |
| 23.08.1926   |                        | Geschäftsträger                                     | Mariane Ameede Y Galarmondi                                               |                           |
| 21.09.1926   |                        | Consular of Embassy                                 | Eduardo García Comín (1883–1968),                                         |                           |
| 11.10.1926   |                        | außerordentlicher und bevollmächtigter Botschafter. | Alejandro de Padilla y Bell                                               | [ 6 ]                     |
| 15.04.1931   |                        | außerordentlicher und bevollmächtigter Botschafter  | Manuel Allendesalazar y Aspiroz, conde de Montefuerte * 1884              | [ 7 ]                     |
| 30.06.1931   |                        | außerordentlicher und bevollmächtigter Botschafter  | Salvador de Madariaga                                                     |                           |
| 07.03.1932   |                        | außerordentlicher und bevollmächtigter Botschafter  | Juan Francisco de Cárdenas                                                |                           |
| 14.06.1934   |                        | außerordentlicher und bevollmächtigter Botschafter  | Luis Calderón                                                             |                           |
| 11.09.1936   |                        | Geschäftsträger                                     | Enrique de la Casa y García-Calamarte                                     |                           |
| 20.10.1936   |                        | Geschäftsträger                                     | Fernande de los Rios                                                      |                           |
| 03.04.1939   |                        | Geschäftsträger                                     | Juan Francisco de Cardenas                                                |                           |
| 06.06.1939   |                        | außerordentlicher und bevollmächtigter Botschafter  | Juan Francisco de Cardenas                                                |                           |
| 19.08.1946   |                        | Geschäftsträger                                     | German Baraibar                                                           | [ 8 ]                     |
| 20.09.1949   |                        | Geschäftsträger                                     | Eduardo Propper de Callejón                                               |                           |
| 05.01.1951   |                        | Geschäftsträger                                     | José Félix de Lequerica                                                   |                           |
| 17.01.1951   |                        | außerordentlicher und bevollmächtigter Botschafter  | José Félix de Lequerica                                                   |                           |
| 02.11.1954   |                        | Geschäftsträger                                     | José María de Areilza                                                     |                           |
| 06.11.1954   |                        | außerordentlicher und bevollmächtigter Botschafter  | José María de Areilza                                                     |                           |
| 04.08.1960   |                        | Geschäftsträger                                     | Mariano de Yturralde y Orbegozo                                           | [ 9 ]                     |
| 19.08.1960   |                        | außerordentlicher und bevollmächtigter Botschafter  | Mariano de Yturralde y Orbegozo                                           | [ 10 ]                    |
| 01.06.1962   |                        | Geschäftsträger                                     | Antonio Garrigues Díaz-Cañabate                                           |                           |
| 20.06.1962   |                        | außerordentlicher und bevollmächtigter Botschafter  | Antonio Garrigues Díaz-Cañabate                                           |                           |
| 21.04.1964   |                        | Geschäftsträger                                     | Alfonso Merry del Val y Alzola, Marque's de Merry del Val                 |                           |
| 19.05.1964   |                        | außerordentlicher und bevollmächtigter Botschafter  | Alfonso Merry del Val y Alzola, Marque's de Merry del Val                 | [ 11 ]                    |
| 26.01.1970   |                        | Geschäftsträger                                     | Jaime Arguelles                                                           |                           |
| 20.02.1970   |                        | außerordentlicher und bevollmächtigter Botschafter  | Jaime Arguelles                                                           |                           |
| 07.03.1972   |                        | Geschäftsträger                                     | Ángel Sagaz († 6. Mai 1974)                                               |                           |
| 27.03.1972   |                        | außerordentlicher und bevollmächtigter Botschafter  | Ángel Sagaz († 6. Mai 1974)                                               | 1967 Botschafter in Kairo |
| 06.05.1974   |                        | Geschäftsträger                                     | Joaquín Cervino                                                           |                           |
| 07.08.1974   |                        | Geschäftsträger                                     | Jaime Alba y Delibes                                                      |                           |
| 19.08.1974   |                        | außerordentlicher und bevollmächtigter Botschafter  | Jaime Alba y Delibes                                                      |                           |
| 29.11.1976   |                        | Geschäftsträger                                     | Juan José Rovira y Sanchez-Herrera                                        |                           |
| 30.11.1976   |                        | außerordentlicher und bevollmächtigter Botschafter  | Juan José Rovira y Sanchez-Herrera                                        |                           |
| 27.07.1978   |                        | Geschäftsträger                                     | José Lladó y Fernández Urrutia                                            | [ 12 ]                    |
| 02.08.1978   |                        | außerordentlicher und bevollmächtigter Botschafter  | José Lladó y Fernández Urrutia                                            |                           |
| 20.09.1982   |                        | Geschäftsträger                                     | Nuño Aguirre de Cárcer y López de Sagredo. (* 7. März 1923 in Alexandria) |                           |
| 24.09.1982   |                        | außerordentlicher und bevollmächtigter Botschafter  | Nuño Aguirre de Cárcer y López de Sagredo. (* 7. März 1923 in Alexandria) |                           |
| 31.03.1983   |                        | Geschäftsträger                                     | Gabriel Mañueco de Lecea                                                  |                           |
| 16.06.1983   |                        | außerordentlicher und bevollmächtigter Botschafter  | Gabriel Mañueco de Lecea                                                  |                           |
| 31.03.1987   |                        | Geschäftsträger                                     | Julián Santamaría Ossorio                                                 | [ 13 ]                    |
| 11.05.1987   |                        | außerordentlicher und bevollmächtigter Botschafter  | Julián Santamaría Ossorio                                                 |                           |
| 17.04.1990   |                        | Geschäftsträger                                     | Jaime de Ojeda y Eiseley                                                  | [ 14 ]                    |
| 29.05.1990   |                        | außerordentlicher und bevollmächtigter Botschafter  | Jaime de Ojeda y Eiseley                                                  |                           |
| 28.08.1996   |                        | Geschäftsträger                                     | Antonio de Oyarzabal                                                      |                           |
| 09.10.1996   |                        | außerordentlicher und bevollmächtigter Botschafter  | Antonio de Oyarzabal                                                      |                           |
| 02.08.2000   |                        | Geschäftsträger                                     | Francisco Javier Rupérez Rubio                                            |                           |
| 05.09.2000   |                        | außerordentlicher und bevollmächtigter Botschafter  | Francisco Javier Rupérez Rubio                                            |                           |
| 12.08.2004   |                        | Geschäftsträger                                     | Carlos Westendorp y Cabeza                                                |                           |
| 15. 09.2004  |                        | außerordentlicher und bevollmächtigter Botschafter  | Carlos Westendorp y Cabeza                                                |                           |
| 18.06.2008   | 13.04.2012             | außerordentlicher und bevollmächtigter Botschafter  | Jorge Dezcallar Mazarredo                                                 |                           |
| 13.04.2012   | 24.03.2017             | außerordentlicher und bevollmächtigter Botschafter  | Ramón Gil-Casares Satrústegui                                             |                           |
| 24.03.2017   | 07.09.2018             | außerordentlicher und bevollmächtigter Botschafter  | Pedro Morenés Eulate                                                      |                           |
| 07.09.2018   | Amtierend (03.04.2019) | außerordentlicher und bevollmächtigter Botschafter  | Santiago Cabanas Ansorena                                                 |                           |